# Crypturellus ptaritepui
Il tinamo dei Tepui (Crypturellus ptaritepui Zimmer & Phelps, 1945 è un uccello della famiglia Tinamidae che vive in Venezuela sud-orientale.

## Descrizione
Lunghezza: 28,5–30 cm.